# Eschweilera boltenii
Eschweilera boltenii é uma espécie de lenhosa da família Lecythidaceae.
Pode ser encontrada nos seguintes países: Suriname e Venezuela.